# OpenSC
OpenSCは、暗号化機能を備えたICカードに重点を置いた、ICカードを扱うためのユーティリティソフトウェア及びライブラリのセットである。
OpenSCはICカードを使用した認証、暗号化及びデジタル署名などを容易にする。
OpenSCはPKCS #15標準及びPKCS #11APIを実装している。
また、macOSではCommon Data Security Architecture (CDSA) に、WindowsではCryptoAPIにある程度対応しているが、これはまだ開発中である。